# Осиновка (Полесский сельсовет)
Осиновка (бел. Асінаўка) — упразднённая деревня в Полесском сельсовете Чечерском районе Гомельской области Беларуси.

## История
Согласно письменным источникам известна с XVIII века как селение в Речицком повете Минского воеводства Великого княжества Литовского.
В 1926 году почтовый пункт, школа. С 8 декабря 1926 года до 30 декабря 1927 года центр Осиновского сельсовета Чечерского района Гомельского округа. В 1930 году организован колхоз «Победитель», работали кузница и смоловарня. Во время Великой Отечественной войны оккупанты создали в деревне свой опорный пункт, разгромленный партизанами. В ноябре 1942 года каратели сожгли деревню и убили 36 жителей. 64 жителя погибли на фронте. Согласно переписи 1959 года входила в состав совхоза «Сож» (центр — деревня Сидоровичи).
В результате катастрофы на Чернобыльской АЭС и радиационного загрязнения жители (97 семей) переселены в 1992 году в чистые места.

## География

### Расположение
В 30 км на северо-восток от Чечерска, 67 км от железнодорожной станции Буда-Кошелёвская (на линии Гомель — Жлобин), 95 км от Гомеля.
На юге — Чечерский биологический заказник.

### Гидрография
На реке Проня.

## Транспортная сеть
Транспортные связи по просёлочной, затем автомобильной дороге Рудня-Бартоломеевская — Чечерск. Планировка состоит из изогнутой, почти меридиональной улицы, которая пересекается небольшой прямолинейной улицей. Застройка редкая, деревянная, усадебного типа.

## Население

### Численность
- 1992 год — жители (97 семей) переселены.

### Динамика
- 1881 год — 52 двора, 317 жителей.
- 1897 год — 65 дворов, 478 жителей; в фольварке 2 двора, 6 жителей (согласно переписи).
- 1909 год — 77 дворов, 524 жителя.
- 1926 год — 89 дворов.
- 1940 год — 118 дворов, 617 жителей.
- 1959 год — 468 жителей (согласно переписи).
- 1992 год — жители (97 семей) переселены.